# Großer Preis von Frankreich 1925

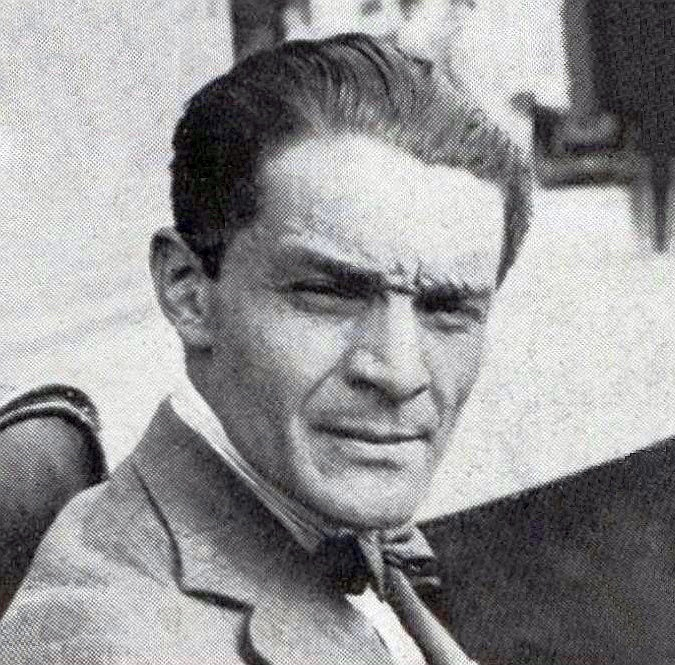
Rennsieger Robert Benoist

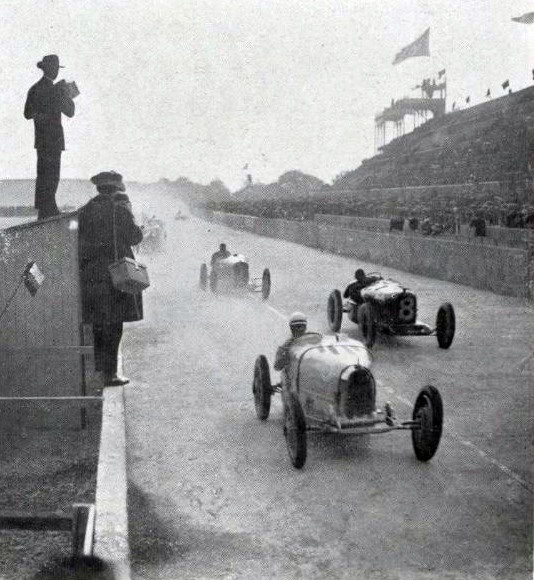
Rennstart

Der XIX. Große Preis von Frankreich (XIX Grand Prix de l’Automobile Club de France) fand am 26. Juli 1925 auf dem Autodrome de Linas-Montlhéry in Frankreich statt.
Das Rennen war Wertungslauf zur ersten Automobil-Weltmeisterschaft, es wurde nach den Bestimmungen der Internationalen Rennformel (Hubraumbegrenzung auf 2 Liter, Mindestgewicht 650 kg, Zweisitzer von mindestens 80 cm Karosseriebreite; Renndistanz mindestens 800 km) über 80 Runden à 12,50 km ausgetragen, was einer Gesamtdistanz von 1000,00 km entsprach.
Sieger wurden Robert Benoist und Albert Divo, die sich am Steuer eines Delage Type 2 LCV abgelöst hatten. Während des Rennens gab es einen tödlichen Unfall des Alfa-Romeo-Fahrers Antonio Ascari.

## Rennen
Mit dem Autodrom von Linas-Montlhéry wurde nun auch der französische Grand Prix zum ersten Mal auf einer speziell angelegten „künstlichen“ Rennstrecke ausgetragen. Mit 14 Teilnehmern aus vier Teams war das Feld deutlich stärker besetzt als beim vorangegangenen belgischen Grand Prix. Favorit war wiederum Alfa Romeo mit dem hervorragenden Alfa Romeo P2-Achtzylinder und dem erfolgreichen Fahrer-Trio Giuseppe Campari, Antonio Ascari und Gastone Brilli-Peri, aber die drei Delage-Type-2-LCV-Zwölfzylinder, die nun ebenfalls alle mit Kompressoren ausgerüstet waren, waren mit ihren Piloten Albert Divo, Robert Benoist und Grand-Prix-Veteran Louis Wagner ernstzunehmende Kontrahenten. Nachdem sie zuvor Belgien ausgelassen hatten, griffen nun auch Sunbeam und Bugatti in das Geschehen ein. Für Sunbeam starteten Henry Segrave, Giulio Masetti und Caberto Conelli auf gegenüber dem Vorjahr nahezu unveränderten aufgeladenen Sechszylinder-Modellen, während Bugatti mit der Mannschaft Jules Goux, Bartolomeo Costantini und den Brüdern Ferdinand und Pierre de Vizcaya aus Sorge um die Zuverlässigkeit weiterhin auf den Einsatz von Kompressoren verzichtete. Mit ihrem Leistungsnachteil von etwa 50 bis 90 PS waren die Bugatti damit schon im Training eine ganze Minute pro Runde langsamer gewesen als ihre Konkurrenten und reihten sich auch während des Rennens am Ende des Felds auf.
Nach der beim französischen Grand Prix üblichen Methode erfolgte der Start rollend. Alfa-Fahrer Ascari ging sofort in Führung und nach zwei Runden hatte auch sein Teamkollege Campari die anfangs dazwischen liegenden Divo (Delage), Masetti (Sunbeam) und Wagner (Delage) überholt. Während die beiden Alfas vorne um die Spitze kämpften, arbeitete sich im Verlauf des ersten Rennviertels Delage-Fahrer Benoist kontinuierlich durchs Feld nach vorne und konnte im Verlauf der dann fälligen Tankstopps sogar kurzzeitig den zweiten Platz übernehmen, bis auch er stoppen musste und das Steuer an den bereits ausgeschiedenen Divo übergab. Mittlerweile hatte es zu regnen begonnen und der in Führung liegende Ascari verschätzte sich in einer Kurve und traf auf der Innenseite einen Zaun, worauf sich sein Wagen überschlug. Ascari wurde herausgeschleudert und vom eigenen Auto überrollt und erlag noch auf dem Weg ins Krankenhaus seinen Verletzungen. Aus Respekt nahm Alfa Romeo seine verbleibenden Wagen danach umgehend aus dem Rennen, so dass die Führung nun kampflos an Divo überging. In der zweiten Rennhälfte tat sich daraufhin nicht mehr allzu viel. Nur Paul Torchy, der den Delage von Wagner übernommen hatte, konnte noch von Rang 4 an Costantini, dem besten Bugatti-Fahrer, und Masetti vorbeiziehen, während vorne Divo beim letzten Tankstopp das Steuer an Benoist wieder zurückgab, so dass dieser schließlich nach einer Gesamtzeit von beinahe neun Stunden mit deutlichem Vorsprung vor seinem Teamkollegen als Erster über die Ziellinie fahren konnte. Mit über elf Minuten Rückstand belegte Masetti dahinter den dritten Platz vor allen fünf gestarteten Bugattis, die damit wenigstens die Zuverlässigkeit des beim Type 35 unterstreichen konnten.

## Ergebnisse

### Meldeliste
| Team                          | Nr. | Fahrer                      | Info | Chassis        | Motor                         | Reifen |
| ----------------------------- | --- | --------------------------- | ---- | -------------- | ----------------------------- | ------ |
| Sunbeam-Talbot-Darracq Motors | 01  | Henry Segrave               |      | Sunbeam GP     | Sunbeam 2.0L I6 Kompressor    |        |
| Sunbeam-Talbot-Darracq Motors | 07  | Giulio Masetti              |      | Sunbeam GP     | Sunbeam 2.0L I6 Kompressor    |        |
| Sunbeam-Talbot-Darracq Motors | 11  | Caberto Conelli             |      | Sunbeam GP     | Sunbeam 2.0L I6 Kompressor    |        |
| Sunbeam-Talbot-Darracq Motors |     | Edmond Bourlier             | RES  |                |                               |        |
| Sunbeam-Talbot-Darracq Motors |     | Francesco „Franz“ Conelli   | RES  |                |                               |        |
| John Godfrey Parry-Thomas     | 02  | John Godfrey Parry-Thomas a | DNS  | Thomas Special | Thomas 1.8L I4                |        |
| SA Ital. Ing. Nicola Romeo    | 03  | Giuseppe Campari            |      | Alfa Romeo P2  | Alfa Romeo 2.0L I8 Kompressor | P      |
| SA Ital. Ing. Nicola Romeo    | 08  | Antonio Ascari              |      | Alfa Romeo P2  | Alfa Romeo 2.0L I8 Kompressor | P      |
| SA Ital. Ing. Nicola Romeo    | 12  | Gastone Brilli-Peri         |      | Alfa Romeo P2  | Alfa Romeo 2.0L I8 Kompressor | P      |
| SA Ital. Ing. Nicola Romeo    |     | Carlo Sozzi                 | RES  |                |                               | P      |
| SA Ital. Ing. Nicola Romeo    |     | Giovanni Minozzi            | RES  |                |                               | P      |
| SA Ital. Ing. Nicola Romeo    |     | Angelo Bruno                | RES  |                |                               | P      |
| SA Mathis                     | 04  | François de Brémond         | DNA  | Mathis         | Mathis 1.5L I4                |        |
| Usines Bugatti                | 05  | Pierre de Vizcaya           |      | Bugatti T35    | Bugatti 2.0L I8               | M      |
| Usines Bugatti                | 09  | Jules Goux                  |      | Bugatti T35    | Bugatti 2.0L I8               | M      |
| Usines Bugatti                | 13  | Meo Costantini              |      | Bugatti T35    | Bugatti 2.0L I8               | M      |
| Usines Bugatti                | 15  | Ferdinand de Vizcaya        |      | Bugatti T35    | Bugatti 2.0L I8               | M      |
| Usines Bugatti                | 17  | Giulio Foresti              |      | Bugatti T35    | Bugatti 2.0L I8               | M      |
| Usines Bugatti                |     | Ettore Bugatti              | RES  |                |                               | M      |
| Usines Bugatti                |     | Ernest Friderich            | RES  |                |                               | M      |
| Usines Bugatti                |     | Aymo Maggi                  | RES  |                |                               | M      |
| Usines Bugatti                |     | Jean de Vizcaya             | RES  |                |                               | M      |
| Automobiles Delage            | 06  | Albert Divo                 |      | Delage 2 LCV   | Delage 2.0L V12 Kompressor    |        |
| Automobiles Delage            | 10  | Robert Benoist b            |      | Delage 2 LCV   | Delage 2.0L V12 Kompressor    |        |
| Automobiles Delage            | 14  | Louis Wagner c              |      | Delage 2 LCV   | Delage 2.0L V12 Kompressor    |        |
| Automobiles Delage            | 16  | Paul Torchy                 | DNS  | Delage 2 LCV   | Delage 2.0L V12 Kompressor    |        |
| Automobiles Delage            |     | Robert Sénéchal             | RES  |                |                               |        |

### Startaufstellung
Die Startpositionen wurden in der Reihenfolge der Startnummern vergeben.
| P. de Vizcaya | Campari    | Segrave       |
|               |            |               |
| Ascari        | Masetti    | Divo          |
|               |            |               |
| C. Conelli    | Benoist    | Goux          |
|               |            |               |
| Wagner        | Costantini | Brilli-Peri   |
|               |            |               |
| Foresti       |            | F. de Vizcaya |

### Rennergebnis
| Pos. | Fahrer                     | Konstrukteur | Runden | Stopps | Zeit          | Start | Schnellste Runde | Ausfallgrund      |
| ---- | -------------------------- | ------------ | ------ | ------ | ------------- | ----- | ---------------- | ----------------- |
| 01   | Robert Benoist Albert Divo | Delage       | 80     |        | 8:54:41,2 h   | 8     |                  |                   |
| 02   | Louis Wagner Paul Torchy   | Delage       | 80     |        | + 7:46,2 min  | 14    |                  |                   |
| 03   | Giulio Masetti             | Sunbeam      | 80     |        | + 11:34,0 min | 5     |                  |                   |
| 04   | Meo Costantini             | Bugatti      | 80     |        | + 13:57,2 min | 11    |                  |                   |
| 05   | Jules Goux                 | Bugatti      | 80     |        | + 20:30,0 min | 7     |                  |                   |
| 06   | Ferdinand de Vizcaya       | Bugatti      | 80     |        | + 26:07,2 min | 13    |                  |                   |
| 07   | Pierre de Vizcaya          | Bugatti      | 80     |        | + 46:20,4 min | 3     |                  |                   |
| 08   | Giulio Foresti             | Bugatti      | 80     |        | + 54:56,8 min | 14    |                  |                   |
| —    | Giuseppe Campari           | Alfa Romeo   | 40     |        | DNF           | 2     |                  | zurückgezogen     |
| —    | Henry Segrave              | Sunbeam      | 31     |        | DNF           | 1     |                  | Motorschaden      |
| —    | Gastone Brilli-Peri        | Alfa Romeo   | 31     |        | DNF           | 10    |                  | zurückgezogen     |
| —    | Caberto Conelli            | Sunbeam      | 22     |        | DNF           | 9     |                  | Bremsdefekt       |
| —    | Antonio Ascari             | Alfa Romeo   | 22     |        | DNF           | 6     |                  | tödlicher Unfall  |
| —    | Albert Divo                | Delage       | 7      |        | DNF           | 5     | 5:48,0 min       | Kompressorschaden |